# 摩加迪休

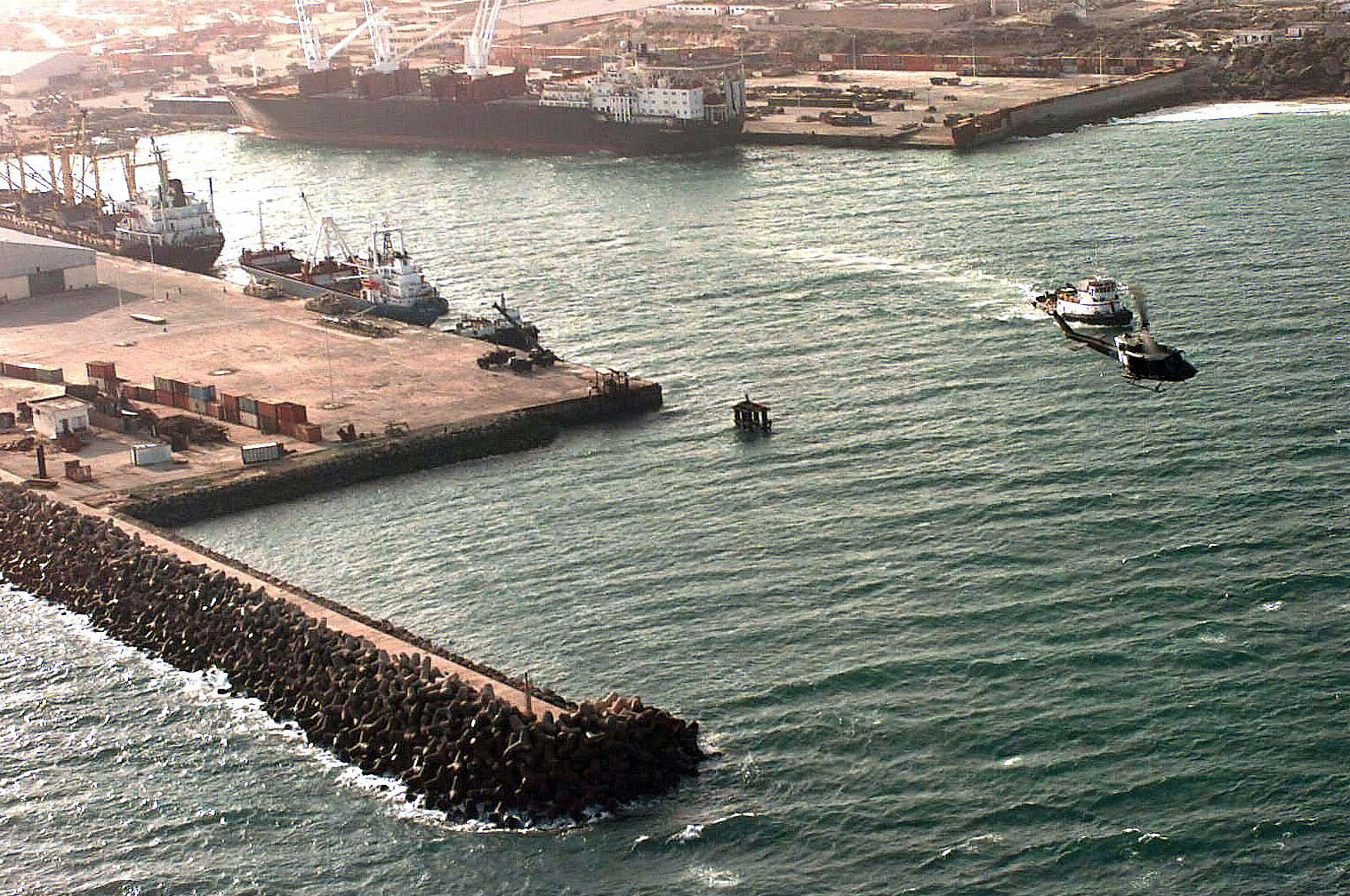
摩加迪休港

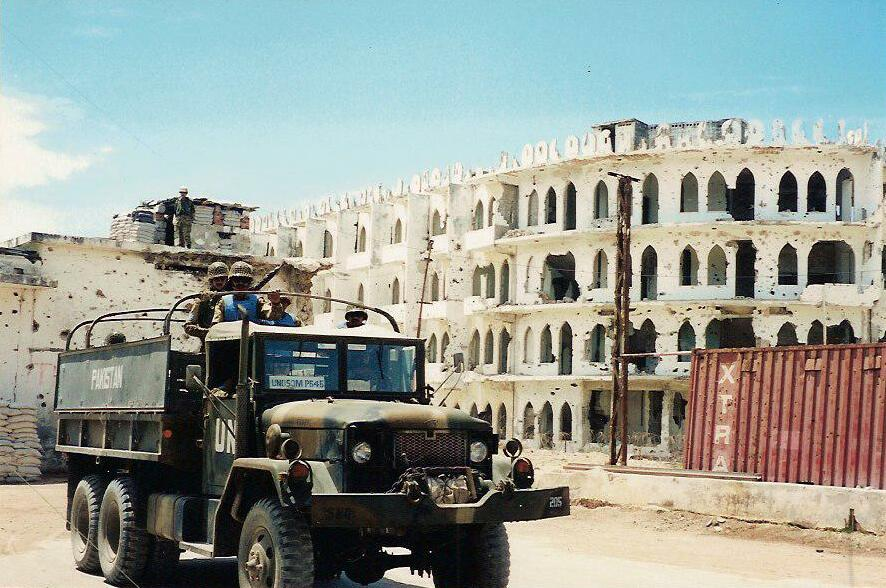
聯合國部隊於街頭

摩加迪休（阿拉伯語：مقديشو，羅馬化：Maqadīshū，直译：「国王的宝座」，發音：[muqaˈdiːʃuː]，發音：[mʉqdɪʃɔ]，發音：[moɡaˈdiʃʃo]），當地人也常以舊名哈馬（早期拼音為）稱呼之，中國古稱木骨都束，是一位於東部非洲偏北的印度洋岸海港城市，索馬利亞第一大城市。

## 地理
摩加迪休位於索馬利亞南部，瀕臨印度洋。索馬利亞境內主要的河流夏柏雷河（Webe Shebele，或又譯為Webi Shibeli ）在流至離印度洋岸約30公里的摩加迪休近郊時，劇烈地向西南轉折後沿著平行於海岸線的方向，繼續蔓延320公里之後才由朱巴河（R. Jubba）河口北部的沼澤區匯流出海。雖然夏柏雷河在每年二、三月時經常處於乾枯無水的狀態，但在其他季節時帶來的水量，仍提供了摩加迪休週遭地區足夠的灌溉用水，而得以種植包括甘蔗、棉花與香蕉之類的作物。
地理上，摩加迪休城市中心位於北緯2度4分，東經45度22分處，是非洲各大城中最東者。城中著名的地標除了哈馬溫舊城（Hammawein Old Town）之外，巴卡拉市集（Bakara Market）因曾發生過著名的摩加迪休之戰（電影《黑鷹計畫》（Black Hawk Down）中的主場景）而聲名大噪。除此之外，海濱的傑濟拉海灘（Gezira Beach）曾一度是受歡迎的渡假區，卻因為長年的戰亂而失去了其吸引力。

## 歷史

### 遠古
雖然從古代起就有人類移居到摩加迪沙，但因此地的氣候非常不適合耕作，故長期以來皆是以畜牧業為主要產業，至中世紀時仍主要經營畜產品。

### 古代
古希臘學者托勒密在《地理志》中曾提到以希臘-埃及混合神祇塞拉比斯命名的城邦塞拉皮翁。它被认为是摩加迪沙的前身。公元一世纪的希腊旅行文件《厄里特里亚海纪事》（Periplus of the Erythraean Sea）中提到它是索马里沿岸的一系列商业港口之一。根据《纪事》，海上贸易已经将摩加迪沙地区的人民与印度洋沿岸的其他社区联系起来。索马里水手使用被称为beden的古代索马里海船来运输货物。

### 中世紀
在九世紀時，摩加迪休附近的地區就已經是索馬利亞內陸地區與外界聯絡的要道。來自波斯或阿拉伯半島的伊斯蘭教（回教）教徒在約十世紀時來到附近地區開始殖民，由於他們相對上的經濟優勢，再加上長年與當地人的通婚，建立了一個穩定的混血文明，經常被通稱為東非城邦文明。其主要組成人口，是因所使用的斯瓦希里語（Swahili）而被稱為斯瓦希里人的亞非混血族群。
在這一系列的城邦之中，摩加迪休與週遭的幾個城市位於地理上最北端。關於「摩加迪休」這名稱的由來有兩種主要的說法，其中一種認為它是索馬利版本的阿拉伯語「Maqad shah」，意指「（波斯）國王的帝國設座」（Imperial seat of the Shah），暗示了波斯人可能與城市的奠基有所關聯。另一種說法認為它可能是斯瓦希里語「mwyu wa」（最北之城）的錯誤發音版本，暗示了摩加迪休是非洲東岸一系列斯瓦希里城邦裡面，最北的一個。當著名的阿拉伯旅行家伊本·白圖泰（Ibn Batuta）在1331年時來到非洲東岸時，他口中的「Maqdashu」已經是一個發展得非常龐大的貿易城市，所生產的布料等物資，甚至外銷輸送至包括埃及在內的其他地區。一直到今日，由第一任摩加迪休蘇丹在1269年時所興建的法赫魯·丁清真寺（Mosque of Fakhr ad-Din），仍然矗立在摩加迪休的市區內。
考古學家曾在摩加迪休一帶挖掘出非常多來自古代中國、錫蘭與安南的錢幣，證明了摩加迪休的貿易對象曾遍及至這些地區。其中，來自中國的錢幣大都屬於宋代的產物，雖然也有部份屬於明代與清代的物件。這個被古代中國稱為「僧祇國」（Zenj）的斯瓦希里貿易城邦大量進口了來自阿拉伯的陶器，中國的瓷器，與印度的布料，除此之外這裡還同時生產礦物資源，並輸出木頭、象牙、貝殼、奴隸與鐵礦至其他地區。直到十三世紀以後，另一個位於東非近海離島基爾瓦·基西瓦尼（Kilwa Kisiwani）上的海港，才因為作為大辛巴威地區盛產的黃金之主要吞吐港，而急速發展並遮蔽了摩加迪休、拉穆（Lamu）、桑給巴爾（Zanzibar）與其他北方港市的光芒。
15世纪初，郑和下西洋时曾两次访问木骨都束。据《明史》记载，永乐十四年（1416年），木骨都束国、卜剌瓦国、麻林国曾派使臣到明朝朝贡。明成祖命郑和赉敕书货币，护送木骨都束国使臣返国。宣德五年（1430年），郑和再次访问木骨都束国。随郑和下西洋的翻译官费信，在《星槎胜览》中记述：“山连地广，黄赤土石，不生草木，田瘠少收。其富民附舶远通商货，贫民网捕海鱼，晒干为食，及喂驼马牛羊。地产乳香，金钱豹，龙涎香”。

### 歐洲人的入侵

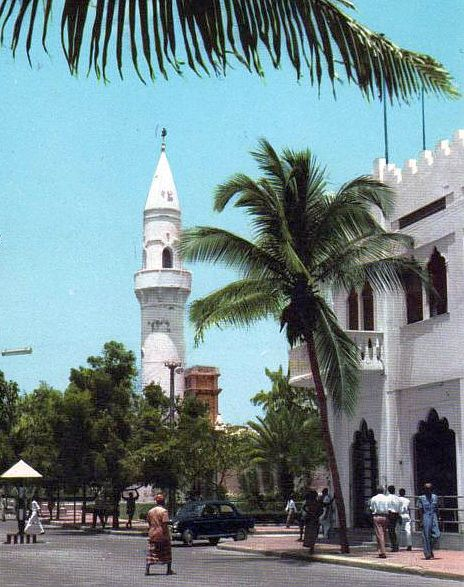
攝於1963年時的摩加迪沙市中心。背景見到的高塔是四柱清真寺的一部份。

在歐洲人的航海發現時代，葡萄牙人宰制了整個非洲東岸，而摩加迪休也當然無法免除葡人在十六世紀時入侵的命運。桑給巴爾蘇丹在1871年時占領摩加迪休，並在十九世紀末時修築了加雷薩宮（Garesa Palace）作為當地的行政中心。今天這座皇宮仍然存在，並被作為博物館與圖書館使用。
桑給巴爾蘇丹在1892年時將摩加迪休城出租給義大利，並在1905年時正式出售賣斷，而義方則將義大利文中稱為「Mogadiscio」的該城設為義大利在東非的殖民地、義屬索馬利蘭的首府。而摩加迪休週遭的其他地區，則是在1936年時完全落入義大利的控制之下。
第二次世界大戰期間，屬於軸心國成員義大利的殖民地之義屬索馬利蘭，自然也是同盟國的攻擊目標之一。英國自肯亞（當時是英國殖民地）方面對義屬索馬利蘭發動攻擊，並在1941年2月26日成功拿下摩加迪休，一直統治著該地直到1952年時，才將索馬利蘭歸還給義大利，恢復義大利所屬之保護國的地位。1954年時，索馬利亞國立大學在摩加迪休創校，是該國第一次擁有了高等教育的設置。在1960年時索馬利亞脫離義大利與英國兩國的控制，正式獨立，摩加迪休也成為索國的正式首都。

### 內戰、聯合國與美軍
1969年10月21日，一場無預期的軍事政變，將索馬利亞的軍事將領穆罕默德·西亞德·巴雷推上索國總統位置，開始了他長達數十年的社會主義路線獨裁政治。但在1990年時，叛軍攻入摩加迪休佔領了首都，逼得巴雷不得不宣佈退位，並在1991年1月時出走奈及利亞的拉哥斯。但合組叛軍逼走原獨裁者的幾支勢力，卻在之後因意見歧異而反目，其中，曾在1960至1970年代間因為計畫發動政變失敗而入獄的穆罕默德·法拉德·艾迪德（Mohammed Farah Aidid），獲得主要派系索马里联合大会（United Somali Congress，USC）的支持，但一些原本遭放逐避走義大利的USC成員，卻先下手為強宣佈穆罕默德·阿里·馬赫迪（Mohammed Ali Mahdi）是新任總統。

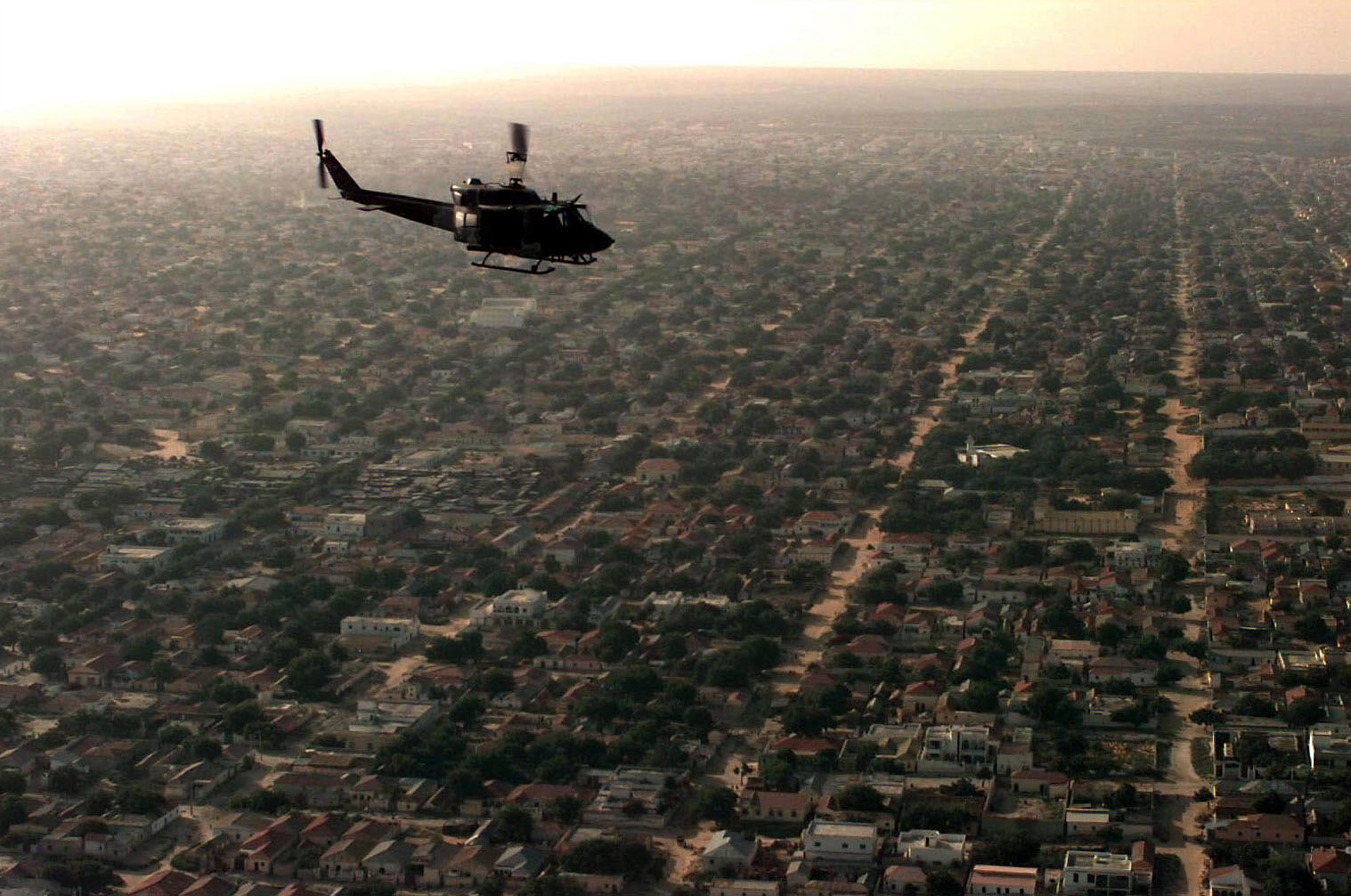
一架美国海軍陸戰隊直升機在摩加迪沙上空，1992年。

1991年6月，艾迪德被選為USC的主席，但馬赫迪拒絕放棄總統頭銜，再加上索馬利亞境內還有許多勢力也有意染指巴雷下台後真空的地盤，因此爆發了一場以幫派組織般的小型民兵單位為主體的軍閥內戰。
聯合國最初介入索馬利亞事務，原本只是為了解決在索國南部嚴重的飢荒問題，但很快的這項行動開始變質成具有政治目的的軍事行動，也就是美方代號「邪靈蛇行動」（Operation Gothic Serpent）的軍事任務。以國際角度來說，索馬利亞境內的戰爭已經變質成一種盜匪幫派之間互相爭奪地盤、處於無政府狀態的混亂，為了解決這情況，聯合國希望能透過解除各派系的武裝，在索馬利亞境內扶植一個西方式的中央政府。但，對於索馬利亞當地的各個武裝派系來說，他們並不想接受這種西方文明主導的政治方式，也不願意放棄武裝與自我防衛的力量，因此，除了敵對的派系勢力之外，外人的入侵也成為他們對抗的目標。

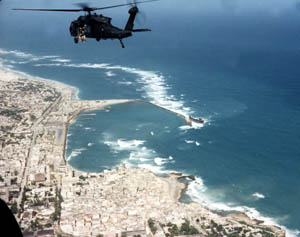
代號「超級64」的美國空軍黑鷹直升機在摩加迪沙市區外的海岸線上飛行。該機是兩架於摩加迪休之戰中遭民兵擊落的美軍直昇機之一，為了營救其上的機組人員，導致大批美軍部隊身陷敵陣。

1993年6月5日，聯合國部隊嘗試將艾迪德所擁有的無線電廣播電台關閉，以制止其進一步散播反聯合國的言論，之後艾迪德的民兵們則進行反擊，在衝突中射殺了23名巴基斯坦籍的聯合國部隊士兵。為了懲罰這件事與9月時民兵對在市區內巡邏的美軍與聯合國部隊開火之舉動，美國陸軍在10月3日發動「代碼艾琳行動」（Operation Code Irene），出動精銳的遊騎兵部隊與三角洲特種部隊，搭乘UH-60「黑鷹」與MH-6「小鸟」直昇機，突襲摩加迪休市中心的民兵據點。在這次的行動中，美軍雖成功地逮捕到艾迪德的两位高階幕僚，但在任務策劃與執行時，因為對民兵火力威胁的低估，兩架美軍UH-60黑鹰直昇機遭到火箭推進榴彈（RPG）击中尾翼导致失控坠毁，百餘名美軍特種部隊在進行對墜毀直升機機組員的搜救任務時深陷民兵火網與路障，以致於美軍地面部隊一度困於市區中無法撤離。在這場被媒體稱為「摩加迪休之戰」的激戰中，共有18名美軍與1名馬來西亞籍戰車駕駛兵陣亡，數十人受傷，但相對的，索馬利亞方面估計約有500至1000名民兵死亡，3000至4000個普通民眾受到波及（由於欠缺準確的情報管道，各方估計的數字落差非常大）。摩加迪休戰役是美軍在越戰結束數十年後，第一次與敵對武裝勢力發生大規模的城市游擊戰，美國作家馬克·包登（Mark Bowden）事後收錄了自己幾篇關於此事件的專題連載，在1999年3月出版了《黑鷹計畫：一個現代戰爭的故事》（Black Hawk Down: A Story of Modern War）一書，這本書之後又由英國導演雷利·史考特（Sir Ridley Scott）改拍成紀錄性電影《黑鷹計畫》（Black Hawk Down）而使衝突事件與摩加迪休這城市廣為人知。
由於摩加迪休戰役中的嚴重損失，白宮方面決定在1994年3月31日以前，全面自索馬利亞撤軍。這件事是當時的美國總統比爾·柯林頓任內最嚴重的軍事與外交挫敗，也使得美國對第三世界國家的衝突事務之參與態度，由積極轉為保守。

### 今日的摩加迪休
雖然曾經在1994年1月16日時達成停戰協議，但索馬利亞境內的兩個主要交戰體系，仍然在1995年3月所有的聯合國維和部隊撤出該國後，重新爆發衝突。艾迪德曾在1995年中時宣佈自己就任總統，但卻在1996年7月時，因為在巷戰中受到的槍傷而逝世。
一直到今日，摩加迪休市區內仍然處於軍閥派系瓜分、時有槍火交戰的情況，正因為這混亂的局勢，2004年10月10日索馬利亞臨時國會是在隔鄰的肯亞首都奈洛比進行選舉，選出原邦特蘭共和國（Republic of Puntland，另一個從索馬利亞宣佈分離獨立的政治體）總統阿布都拉·尤素夫·阿罕默德（Abdullahi Yusuf Ahmed）擔任國家元首。然而，由於首都的安全考量，新成立的索國政府並沒有真的返回摩加迪休市內執行一個中央政府該有的業務與功能。
目前，主要的幫派交戰區域都集中於摩加迪休的北部，相對之下，較少發生衝突的市區南部，則顯得較為富足安全。

## 文化與經濟
摩加迪休是索馬利亞的商業中心，雖然迄今為止內戰仍未間斷，但其經濟狀況卻已較先前恢復些許。由於沒有政府的存在，因此整體的貿易環境幾乎可以說是免稅狀態。部分商人會雇用高度武裝的民兵作為保鑣以自保，卻間接地降低了街頭犯罪的情況。
摩加迪休的主要工業包括了食物與飲料製造，以及簡單的紡織業，尤其是棉花去子加工。
由於長年的戰火早已破壞摩加迪休市的國際機場，因此今日僅有一些私人航空公司會不定期地在市區週遭的小型機場起降。摩加迪休仍然是索馬利亞南部最重要的海港，並有道路連接肯亞與埃塞俄比亚等國位於內陸的城市與地區。
有點令人意外的是，雖然處於無政府狀態，但摩加迪休卻因為獨特的背景因素而擁有東非地區最進步的電信發展，包括可以透過通訊衛星與國外聯繫的市區行動電話網路，網際網路供應商，乃至於網路咖啡廳的存在。

## 延伸阅读
[在维基数据编辑]
 《欽定古今圖書集成·方輿彙編·邊裔典·木骨都束部》，出自陈梦雷《古今圖書集成》
 《明史卷三百二十六》，出自《明史》